# کهکشان آندرومدا

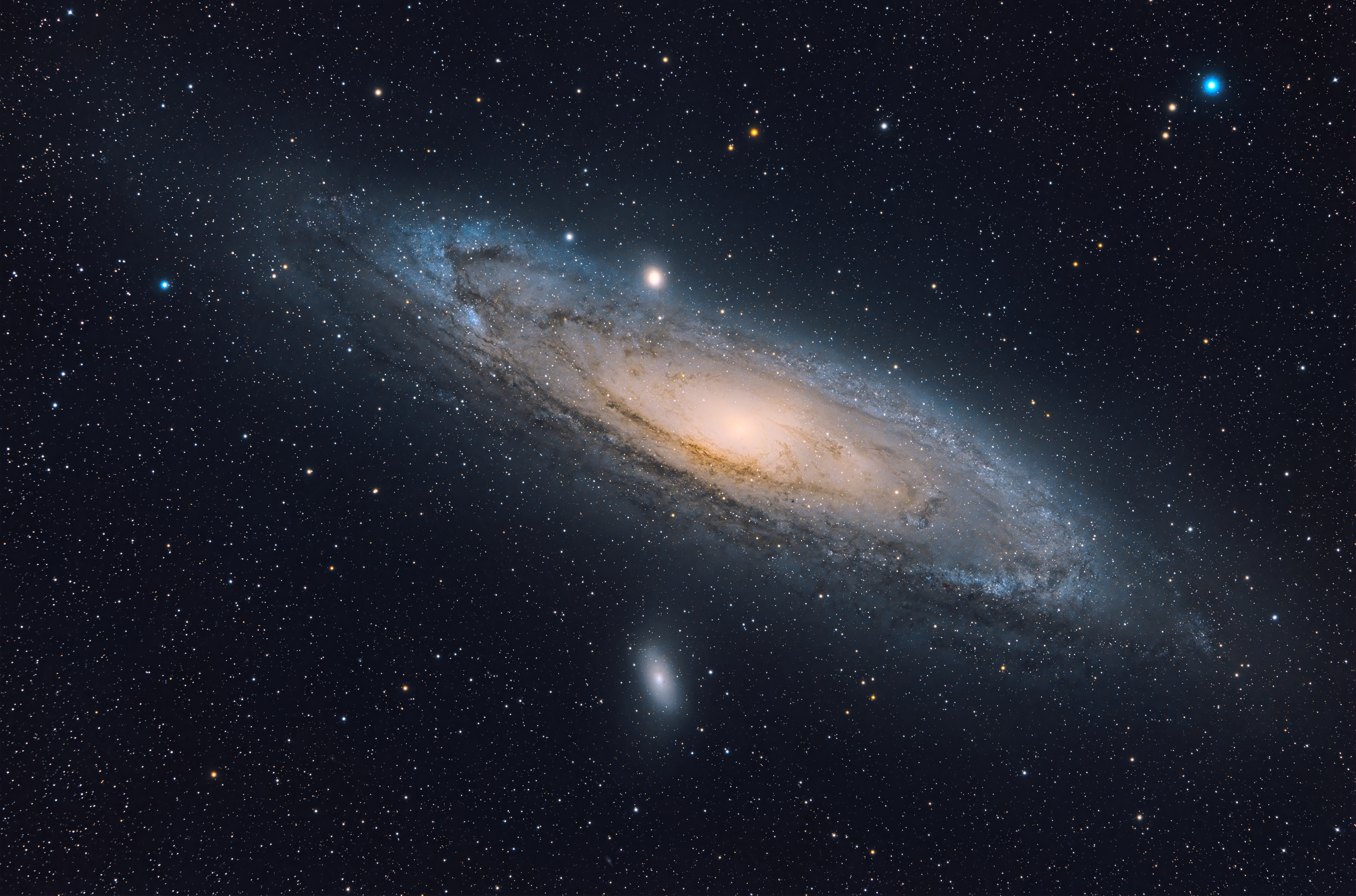
تصویری در نور مرئی از کهکشان آندرومدا و دو کهکشان اقماری که مسیه ۳۲ در بالای هسته کهکشانی و مسیه ۱۱۰ در پایین قرار دارد.

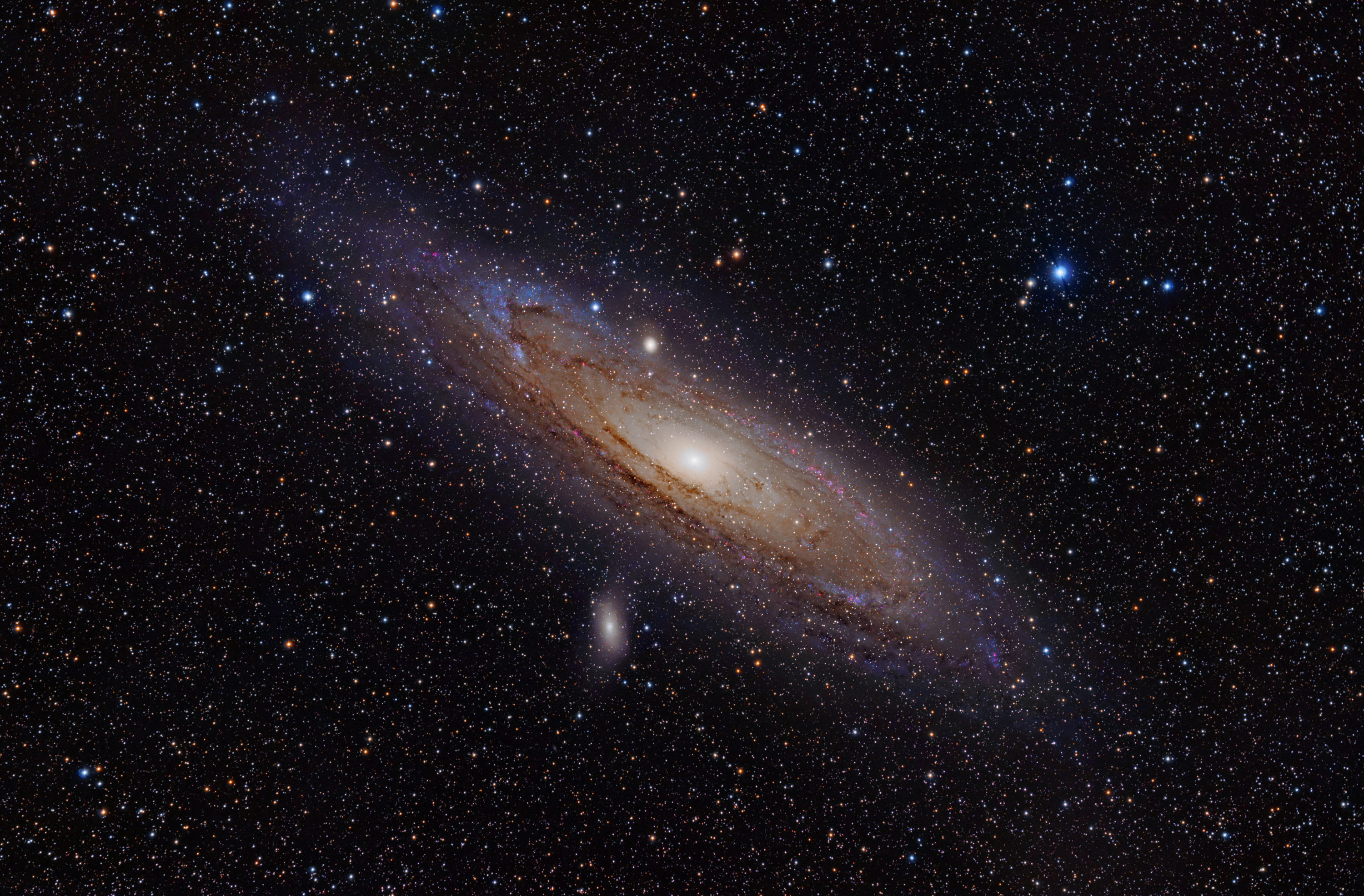
کهکشان آندرومدا

کهکشان آندرومِدا (به انگلیسی: Andromeda Galaxy)، کهکشان زنِ برزنجیر یا M31، یک کهکشان مارپیچی واقع در صورت فلکی آندرومدا است که حدود ۲٫۵ میلیون سال نوری از کهکشان راه شیری فاصله دارد. آندرومدا نزدیک‌ترین کهکشان مارپیچی به کهکشان راه‌شیری است. آندرومدا بزرگ‌ترین کهکشان از گروه کهکشانیِ محلی است که گروه محلی شامل راه شیری، آندرومدا، کهکشان مثلث ،ابر ماژلانی بزرگ، ابر ماژلانی کوچک، مسیه ۳۲، مسیه ۱۱۰ و مسیه ۳۵ کهکشان کوچکتر است.
احتمال دارد کهکشان‌های راه شیری و آندرومدا حدود ۳ تا ۵ میلیارد سال آینده با یکدیگر برخورد کنند. تعداد ستارگان این کهکشان ۱ تریلیون (۱×۱۰۱۲) می‌باشد که دو برابر تعداد ستارگان کهکشان راه‌شیری است.
این کهکشان اولین بار توسط ستاره‌شناس ایرانی عبدالرحمن صوفی رازی در قرن چهارم هجری کشف، گزارش، و به‌طور مفصل مطالعه شد.
این کهکشان دورترین چیزی است که با چشم غیر مسلح می‌توان دید.

## نام‌ها

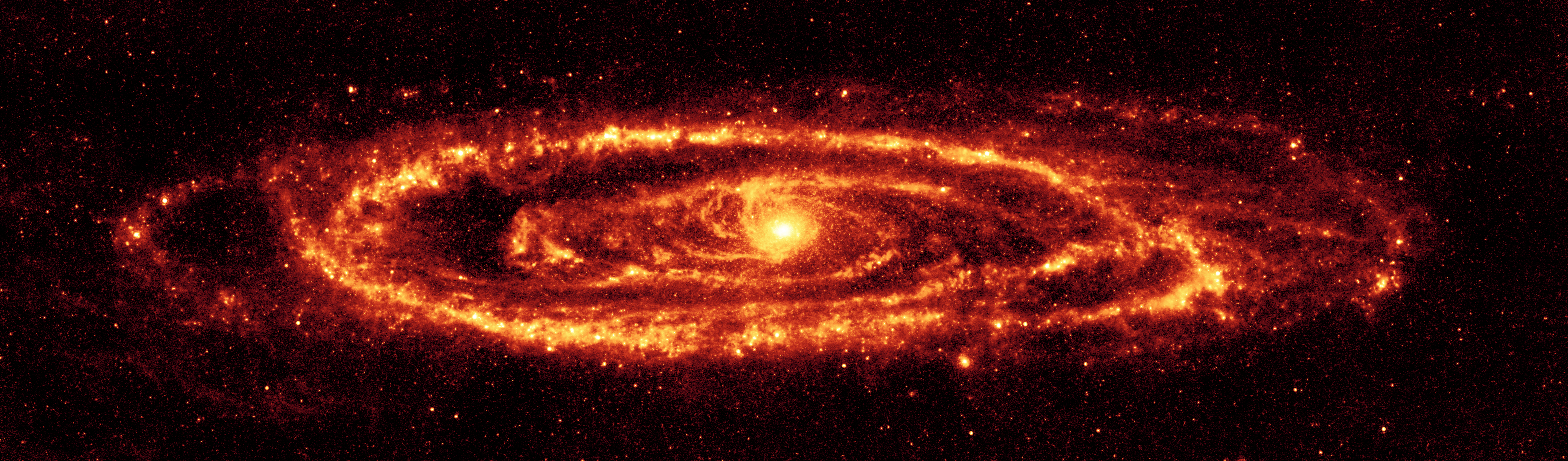
تصویر کهکشان آندرومِدا (M۳۱) گرفته‌شده توسط اسپیتزر در مادون قرمز، MIPS, 24 میکرومتر

این کهکشان در فهرست مسیه M۳۱ نام دارد و در کاتالوگ عمومی جدید NGC۲۲۴؛ نام انگلیسی آن Andromeda (از یونانی Ανδρομέδη — آندرومده — و نام یک شاهزاده در اسطوره‌های یونان باستان) است و در زبان عربی به آن إمرَأةالمسلسة (زنِ برزنجیر) می‌گویند.

## درباره
در شبی که ماه در آسمان وجود ندارد شما می‌توانید این کهکشان را به صورت یک لکه مات با چشم غیرمسلح ببینید. در حقیقت آندرومدا دورترین جرم قابل رویت بدون استفاده از ابزار اپتیکی است. حتی شما می‌توانید این جرم را از درون شهر با دوربین دوچشمی رصد کنید. آندرومدا بزرگ‌ترین کهکشان گروه محلی است؛ کهکشان‌های گروه محلی عبارتند از: کهکشان آندرومدا، کهکشان راه شیری، کهکشان مثلث و در حدود ۳۰ کهکشان کوچک دیگر.
با این که آندرومدا بزرگ‌ترین کهکشان این گروه است اما لزوماً پرجرم‌ترین آن‌ها نیست، یافته‌های اخیر نشان می‌دهند که کهکشان راه شیری شامل ماده تاریک بیشتری است و ممکن است پرجرم‌ترین کهکشان در گروه محلی باشد.
با توجه به رصدهایی که توسط تلسکوپ فضایی اسپیتزر در سال ۲۰۰۶ صورت گرفت، مشخص شد که M۳۱ شامل یک تریلیون ستاره است. در صورتی‌که کهکشان ما ۲۰۰ تا ۴۰۰ میلیارد ستاره دارد. با این حال برآوردهای سال ۲۰۰۶ نشان داد که جرم کهکشان راه شیری تقریباً ۸۰ درصد جرم آندرومدا است یعنی ۷/۱× ۱۰۱۱ برابر جرم خورشید. براساس مطالعه‌ای که در سال ۲۰۰۹ صورت گرفت می‌توان نتیجه گرفت که جرم کهکشان ما و آندرومدا تقریباً با هم برابر است.
کهکشان آندرومدا با قدر ظاهری ۴/۳ یکی از درخشنده‌ترین اجرام مِسیِه است. به همین دلیل این جرم را می‌توان حتی در مناطقی که دارای آلودگی نوری هستند با چشم غیرمسلح مشاهده کرد. اگرچه با عکاسی توسط یک تلسکوپ بزرگ‌تر پهنای این کهکشان بیش از ۶ برابر ماه بدر دیده می‌شود، اما تنها بخش مرکزی درخشان‌تر آن با چشم غیرمسلح یا یک تلسکوپ یا دوربین دوچشمی کوچک قابل رویت است.
آندرومدا نقشی مهم در مطالعات کهکشانی ما دارد زیرا نزدیک‌ترین کهکشان مارپیچی (البته نزدیک‌ترین کهکشان نیست) به ماست.

## تاریخچه رصد
نخستین رصد ثبت‌شده از کهکشان آندرومدا، در ابتدای قرن چهارم هجری (سال ۹۶۴ میلادی) توسط منجم ایرانی عبدالرحمان صوفی در کتاب مهم صورالکواکب انجام گرفت که از آن به عنوان «ابر کوچک» نام برده است. این درحالی است که برخی به اشتباه گالیله را کاشف این کهکشان می‌نامند.
وی به محاسبه زمان طولانی «سحابی‌های متغیر» پرداخت و پژوهش کاملی در مورد سحابی (در حقیقت کهکشان) «امرأة المسلسله» انجام داد که این نخستین رصد ثبت‌شده از این کهکشان است.
اولین توصیف از جرم بر پایه رصد تلسکوپی، توسط منجم آلمانی به نام سیمون ماریوس در سال ۱۶۱۲ صورت گرفت. شارل مسیه در سال ۱۷۶۴ این جرم را در فهرست خود تحت نام M۳۱ دسته‌بندی کرد و به‌طور غلط کاشف آن را ماریوس نامید در صورتی که عبدالرحمان صوفی پیش از او به وجود این کهکشان پی برد. در سال ۱۷۸۵ منجمی به نام ویلیام هرشل یک منطقه قرمز رنگ کم فروغی را در هسته M۳۱ ثبت کرد. او این جرم را سحابی بزرگ نامید و بر پایه رنگ و قدر سحابی به اشتباه حدس زد که فاصله آن از ما بیشتر از ۲ هزار برابر فاصله ستاره شباهنگ از ما نیست.
ویلیام هرشل در سال ۱۸۶۴، طیف M۳۱ را مشاهده کرد و متوجه شد که طیف آن با طیف یک سحابی گازی فرق دارد. M۳۱ دارای طیفی پیوسته به همراه خطوط جذبی تاریک بود با استفاده از این خطوط جذبی می‌توان به ترکیبات شیمیایی یک جرم پی برد. طیف سحابی آندرومدا بسیار شبیه به طیف اختصاصی ستارگان بود و به این ترتیب او نتیجه گرفت که M۳۱ یک طبیعت شبه ستاره‌ای دارد. در سال ۱۸۸۵، یک ابرنواختر (با نام S آندرومدا) در M۳۱ دیده شد.
اولین عکس‌ها از M۳۱ در سال ۱۸۸۷ توسط «آیزاک روبرت» در رصدخانه خصوصی‌اش در ساسکس انگلستان گرفته شد. نوردهی طولانی مدت سبب شد که برای اولین بار ساختمان مارپیچی کهکشان دیده شود. در آن زمان همچنان اعتقاد داشتند که این جرم یک سحابی در کهکشان ماست. در سال ۱۹۱۲، سرعت شعاعی این جرم نسبت به منظومه شمسی توسط «وستو اسلیفر» در رصدخانه لاول با استفاده از طیف‌نما اندازه‌گیری شد. نتیجه به‌دست آمده بزرگ‌ترین سرعت ثبت شده در آن زمان بود. آن‌ها متوجه شدند که این جرم با سرعت ۳۰۰ کیلومتر بر ثانیه به سمت خورشید حرکت می‌کند.

### جهان جزیره
در سال ۱۹۱۷ منجم آمریکایی به نام هبر کورتیس یک نواختر درون M۳۱ کشف کرد. با جستجو به روش ثبت عکاسی، ۱۱ نواختر دیگری کشف شد. کورتیس متوجه شد که این نواخترها به‌طور متوسط ۱۰ قدر کم نورتر از نواخترهای درون کهکشان ماست. به عنوان یک نتیجه، او فاصله M۳۱ را از ما ۵۰۰ هزار سال نوری (۳/۲×۱۰۱۰ AU) تخمین زد. او با فرضیه «جهان جزیره» موافق بود و معتقد بود که M۳۱ یک کهکشان مستقل است.

### تخمین فاصله
در سال ۱۹۲۲، «ارنست اوپیک» با استفاده از یک روش اخترفیزیکی، فاصله M۳۱ را تخمین زد. او پی برد که M۳۱ در خارج از کهکشان ما و در فاصله‌ای در حدود ۴۵۰ کیلو پارسک معادل ۱۵۰۰ کیلو سال نوری قرار دارد. در سال ۱۹۲۵، «ادوین هابل» برای اولین بار در عکس‌هایی که از M۳۱ گرفته شده بود، ستاره‌های متغیر قیفاووسی را در خارج از کهکشان خودمان مشاهده کرد. این عکس‌ها با استفاده از تلسکوپ ۵/۲ متری «هوکر» گرفته شده بودند. به این ترتیب با استفاده از متغیرهای قیفاووسی او توانست فاصله آندرومدا از ما را تعیین کند. اندازه‌گیری او نشان داد که به‌طور قطع M۳۱ یک خوشه ستاره‌ای در کهکشان ما نیست. بلکه این جرم یک کهکشان مجزا در فاصله‌ای مشخص از کهکشان ماست.
آندرومدا نقشی مهم در مطالعات کهکشانی ما دارد زیرا نزدیک‌ترین کهکشان مارپیچی (البته نزدیک‌ترین کهکشان نیست) به ماست.
گسیل امواج رادیویی از کهکشان آندرومدا اولین بار توسط «گروت روبر» در سال ۱۹۴۰ آشکار شد. اولین نقشه‌های رادیویی از آندرومدا در سال ۱۹۵۰ میلادی توسط «جان بالدوین» و همکارانش در انجمن نجوم رادیویی کمبریج ساخته شد.

## برآورد جرم و درخشندگی
جرمی که برای هالهٔ آندرومدا (شامل مادهٔ تاریک) حدس زده می‌شود، مقداری تقریباً معادل با × ۱۰۱۲۲۳/۱ برابر جرم خورشید (یا ۲/۱ میلیون میلیون برابر جرم خورشید) است درصورتی‌که جرم کهکشان راه شیری × ۱۰۱۲۹/۱ برابر جرم خورشید است؛ بنابراین احتمالاً M۳۱ کم جرم‌تر از کهکشان ماست البته محدوده خطا بسیار بزرگ است بنابراین نمی‌توان در این مورد نظر قطعی داد. درخشندگی M۳۱، تقریباً × ۱۰۱۰۶/۲ برابر درخشندگی خورشید، یعنی ۲۵ درصد درخشنده‌تر از کهکشان ماست.

## برخورد کهکشان راه شیری و آندرومدا در آینده
کهکشان آندرومدا با سرعتی در حدود ۱۱۰ کیلومتر در ثانیه در حال نزدیک شدن به کهکشان ماست؛ بنابراین آندرومدا یکی از معدود کهکشان‌های انتقال به آبی است. انتظار می‌رود که این دو کهکشان در ۴–۵ میلیارد سال آینده با یکدیگر برخورد کنند. البته جزئیات این برخورد نامشخص است. شاید این دو کهکشان پس از برخورد با یکدیگر ادغام شده و یک کهکشان غول‌پیکر بیضوی را شکل دهند. این‌گونه اتفاقات در گروه‌های کهکشانی تکرار می‌شوند. در حال حاضر سرنوشت زمین و منظومهٔ خورشیدی پس از این برخورد مشخص نیست. اگر کهکشان‌ها در هم ادغام نشوند شاید منظومهٔ خورشیدی از راه شیری جدا شده یا به آندرومدا بپیوندد.

## مشخصات
- قدر: ۴٫۴
- مساحت: ۱۵۸*۵۰ دقیقهٔ قوسی
- نوع: کهکشان مارپیچی
- صورت فلکی: زن برزنجیر
- فاصله از زمین: ۲٫۵ میلیون سال نوری
- قطر: ۲۲۰ هزار سال نوری[۱۳]